# 2114 Wallenquist
2114 Wallenquist eller 1976 HA är en asteroid som observerades första gången 19 april 1976 vid Mount Stromlo observatoriet av den svenske astronomen Claes-Ingvar Lagerkvist. Småplanetens namn hedrar astronomen Åke Wallenquist, bland annat tidigare ansvarig för Kvistabergs observatorium. I samband med observationer vid Palomarobservatoriet 1950 upptäckte han 1980 Tezcatlipoca tillsammans med A. G. Wilson.
Den tillhör asteroidgruppen Themis.